# Nedachlebice

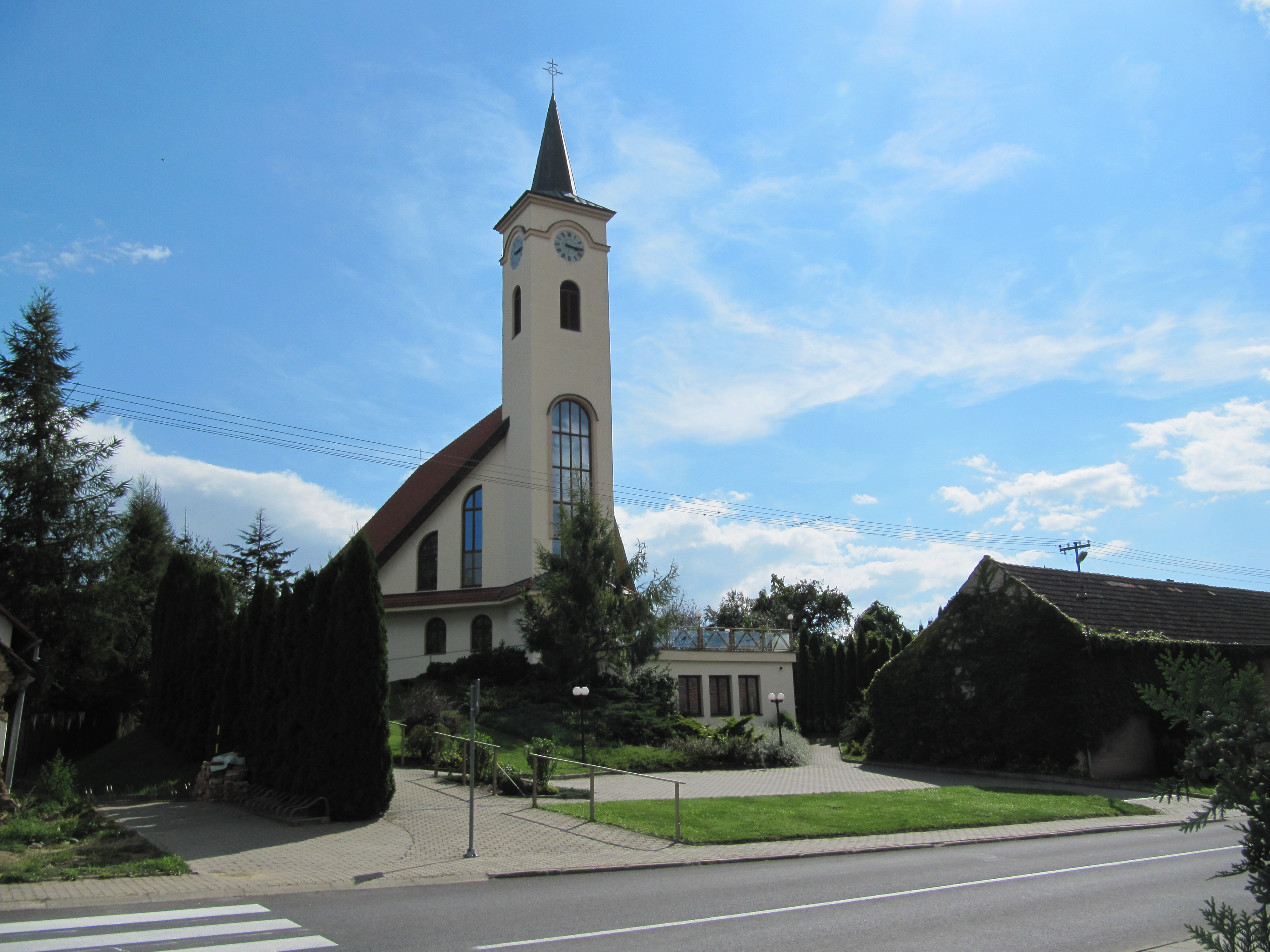
Kirche der hl. Cyrill und Method

Nedachlebice (deutsch Nedachlebitz) ist eine Gemeinde in Tschechien. Sie liegt elf Kilometer nordöstlich von Uherské Hradiště und gehört zum Okres Uherské Hradiště.

## Geographie
Nedachlebice befindet sich in den nordwestlichen Ausläufern der Prakšická vrchovina am Rande des gleichnamigen Naturparks. Das Dorf erstreckt sich linksseitig des Baches Zlámanecký potok an der Einmündung des Lipinský potok. Südöstlich erhebt sich die Vrchovina (331 m) sowie im Süden der Nad Zahradami (296 m) und die Rovná hora (350 m).
Nachbarorte sind Malá Strana und Březolupy im Norden, Mladé, Svárov und Částkov im Nordosten, Dobrkovice im Osten, Pašovice, Grefty und Prakšice im Südosten, Drslavice, Lhotka, Hradčovice und Veletiny im Süden, Podolí, Popovice, Javorovec und Mistřice im Südwesten, Dubovský Mlýn und Bílovice im Westen sowie Topolná im Nordwesten.

## Geschichte
Die erste schriftliche Erwähnung des Dorfes Nedaclebiz erfolgte im Jahre 1209 in einer Schenkungsurkunde Ottokar I. Přemysls über mehrere landesherrliche Güter an das Kapitel Olmütz. Im 14. Jahrhundert erwarben das Geschlecht Kužel den Besitz und der hiesige Zweig legte sich das Prädikat de Nedachlebicz (z Nedachlebic) zu. In dieser Zeit entstand auch eine Feste. Besitzer waren u. a. im Jahre 1340 Boček von Nedachlebice, zwischen 1366 und 1392 Viknan, Jaroslav, Janáč und Matyáš von Nedachlebic sowie ab 1492 Arnošt Kužel von Žeravice. Zwischen 1520 und 1560 besaßen die Vladike von Korotín und zwischen 1574 und 1603 die Janauer von Strachnow das Gut. Im Jahre 1618 kaufte Friedrich von Kaunitz Nedachlebicz und schloss es an seine Herrschaft Uherský Brod an. Das älteste Ortssiegel stammt von 1690 und trägt die Inschrift NEDAGLEBICE DEDINA. Die Bewohner lebten von der Landwirtschaft, dem Weinbau und der Fischzucht. Im Jahre 1686 bestanden um das Dorf neun Fischteiche. Die heutige Namensform Nedachlebice ist seit 1846 nachweisbar. Bis zur Mitte des 19. Jahrhunderts blieb Nedachlebice immer den Herren von Kaunitz auf Uherský Brod untertänig.
Ab 1850 bildete Nedachlebice / Nedachlebiitz eine Gemeinde in der Bezirkshauptmannschaft Uherský Brod. Zum Ende des 19. Jahrhunderts wurde der Weinbau gänzlich aufgegeben. Seit 1921 gehört das Dorf zum Okres Uherské Hradiště.

## Gemeindegliederung
Für die Gemeinde Nedachlebice sind keine Ortsteile ausgewiesen. Zu Nedachlebice gehört die Ansiedlung Malá Strana.

## Sehenswürdigkeiten
- Kirche der hl. Cyrill und Method, erbaut 1991–1998. Der Friedhof wurde im Jahre 2000 angelegt
- mehrere Kreuz an der Straße nach Bílovice
- Teiche Olšovec I und II, südwestlich des Dorfes im Tal des Baches Olšoveček